# Lista över fornlämningar i Arvidsjaurs kommun
Lista över fornlämningar i Arvidsjaurs kommun är en förteckning av ett urval av de fornlämningar som finns i Arvidsjaurs kommun.

## Arvidsjaur
| Namn             | Lämningstyp | Tillkomsttid | Historisk indelning  | Plats | Läge                 | ID-nr          | Bild                                 |
| ---------------- | ----------- | ------------ | -------------------- | ----- | -------------------- | -------------- | ------------------------------------ |
| Arvidsjaur 471:1 | Kyrkstad    |              | Arvidsjaur, Lappland |       | 65.600544, 19.142064 | 10016104710001 | Ladda upp en bild av detta fornminne |